# Лаго-Ранко (комуна)
Лаго-Ранко (ісп. Lago Ranco) — селище в Чилі. Адміністративний центр однойменної комуни. Населення — 2205 осіб (2002). Селище і комуна входить до складу провінції Ранко і регіону Лос-Ріос.
Територія комуни — 1.763,30 км². Чисельність населення — 9.858 мешканців (2007). Щільність населення — 5,59 чол./км².

## Розташування
Селище розташоване за 84 км на південний схід від адміністративного центру регіону міста Вальдивія та за 51 км на схід від адміністративного центру провінції міста Ла-Уніон.
Комуна межує:
- на півночі — з комуною Футроно
- на сході — з провінцією Неукен (Аргентина)
- на півдні — з комуною Ріо-Буено
- на заході — з комуною Ла-Уніон

## Демографія
Згідно з даними, зібраними під час перепису Національним інститутом статистики, населення комуни становить 9.858 осіб, з яких 5.143 чоловіки та 4.715 жінок.
Населення комуни становить 2,64 % від загальної чисельності населення регіону Лос-Ріос. 73,42 % належить до сільського населення та 26,58 % — міське населення.